# North American F-100 Super Sabre
El North American F-100 Super Sabre va ser un caça bombarder monomotor de reacció fabricat per la companyia nord-americana North American Aviation durant els anys 1950 a partir del North American F-86 Sabre. Va ser el primer d'una sèrie d'avions de combat supersònics denominada Century-Series. Va destacar en el seu ús durant la Guerra del Vietnam on es va enfrontar als models soviètics. com els Mikoyan-Gurevich MiG-17 i MiG-19 de característiques similars. A més de servir a la Força Aèria dels Estats Units el Super Sabre va formar part de les forces aèries de França, Dinamarca, Turquia i de la República de la Xina. Utilitzat àmpliament al Vietnam com a caça bombarder, al principi en metall natural amb vistosos decorats, i al final en camuflatge, amb el mínim de marques, també va ser utilitzat per la Guàrdia Aèria Nacional Nord-americana, França i Turquia.

## Desenvolupament
Els treballs sobre una versió supersònica del F-86 Sabre es van iniciar al febrer de 1949, quan la North American Aviation va efectuar uns estudis per dotar al disseny bàsic del Sabre amb un ala en fletxa de 45°. Estudis posteriors van portar a la conclusió que es necessitava també redissenyar la presa d'aire, a més d'usar un motor molt més potent. La Divisió Allison de la General Motors va oferir un motor J35 millorat, de 4.077 kg d'empenyiment, gairebé el doble que el motor J47 dels Sabre. Per altra banda General Electric va proposar una versió avançada del J47, de 4.260 kg en sec i 5.890 kg amb postcremador. En aquell moment, el motor amb postcremador era el més avançat en propulsió per a avions militars; el consum de combustible era alt, però les prestacions a grans altures podrien arribar a ser supersòniques.
El 14 de setembre de 1949, la North American va decidir concentrar els seus esforços en el desenvolupament d'una versió avançada de l'interceptor tot-temps F-86D, amb la finalitat de dotar-ho de prestacions supersòniques. Aquest versió, anomenada Advanced F-86D, era propulsada per un motor J47 millorat, proposat per la General Electric. Gràcies a això, la seva velocitat màxima era de Mach 1,03 a 10.600 m d'altitud. No obstant això, la Força Aèria va rebutjar aquest projecte i va continuar amb la idea de comptar amb un caça diürn. La North American va proposar l'Advanced F-86I, caça diürn d'altes prestacions. Aquesta aeronau va aparèixer al gener de 1951, i era similar en molts aspectes al Advanced F-86D, amb un radom en la presa d'aire frontal i ala en fletxa. Aquest concepte també va ser rebutjat per la USAF, que volia un caça de superioritat aèria de major velocitat.

### Sabre 45
El següent projecte de la North American va ser el Sabre 45 ("45" per l'angle en fletxa de l'ala). Aquest model combinava els trets més notables dels Advanced F-86D i Advanced F-86I, i estava propulsat per un motor Pratt & Whitney J57-P-1 de 6.795 kg d'empenyiment amb postcombustió. La seva velocitat màxima s'estimava en Mach 1,3 (1.376 km/h) a 10.600 m d'altitud, i un radi de combat d'1.072 km. El seu pes en combat seria de 10.758 kg, amb un armament compost per quatre canons T-130 de 20 mm. El Sabre 45 va resultar interessant per a la Força Aèria: va manar a construir dos prototips, a fi d'usar-los com a bancs de prova aerodinàmics per al desenvolupament del caça supersònic i per provar l'armament.
A l'octubre de 1951, la Força Aèria va ordenar desenvolupar la proposta del Sabre 45 com un caça diürn de baix cost operatiu. Amb l'esclat de la Guerra de Corea va augmentar la tensió entre les superpotències, i el Sabre 45 va haver de passar per un ràpid programa de desenvolupament per entrar en servei al més aviat possible. El problema era que a Corea caces americans s'havien enfrontat amb els Mikoyan-Gurevich MiG-15 nord-coreans i xinesos pilotats per russos. La USAF va emprar aquests combats per obtenir els fons per a la seva nou caça.

### F-100A
El 7 de novembre de 1951, la designació de l'aeronau va passar a ser F-100A, a causa de les extraordinàries capacitats de l'aeronau, respecte al Sabre original. El F-100A va ser el primer de la sèrie dels Caces de la Centúria (denominació assignada a aquestes aeronaus de combat supersòniques nord-americanes de primera generació, la numeració de la qual excedeix el 100). La comanda inicial per part de la USAF va ser per 110 avions de producció F-100A.
La North American va començar a treballar en el F-100Al 20 de novembre de 1951, sota la designació NA-192. El 3 de gener de 1952, la companyia va signar el contracte per a la construcció de dos prototips YF-100, coneguts com NA-180 per la North American. Posteriorment, l'11 de febrer, es va signar el contracte per la producció de 23 avions de sèrie F-100A.

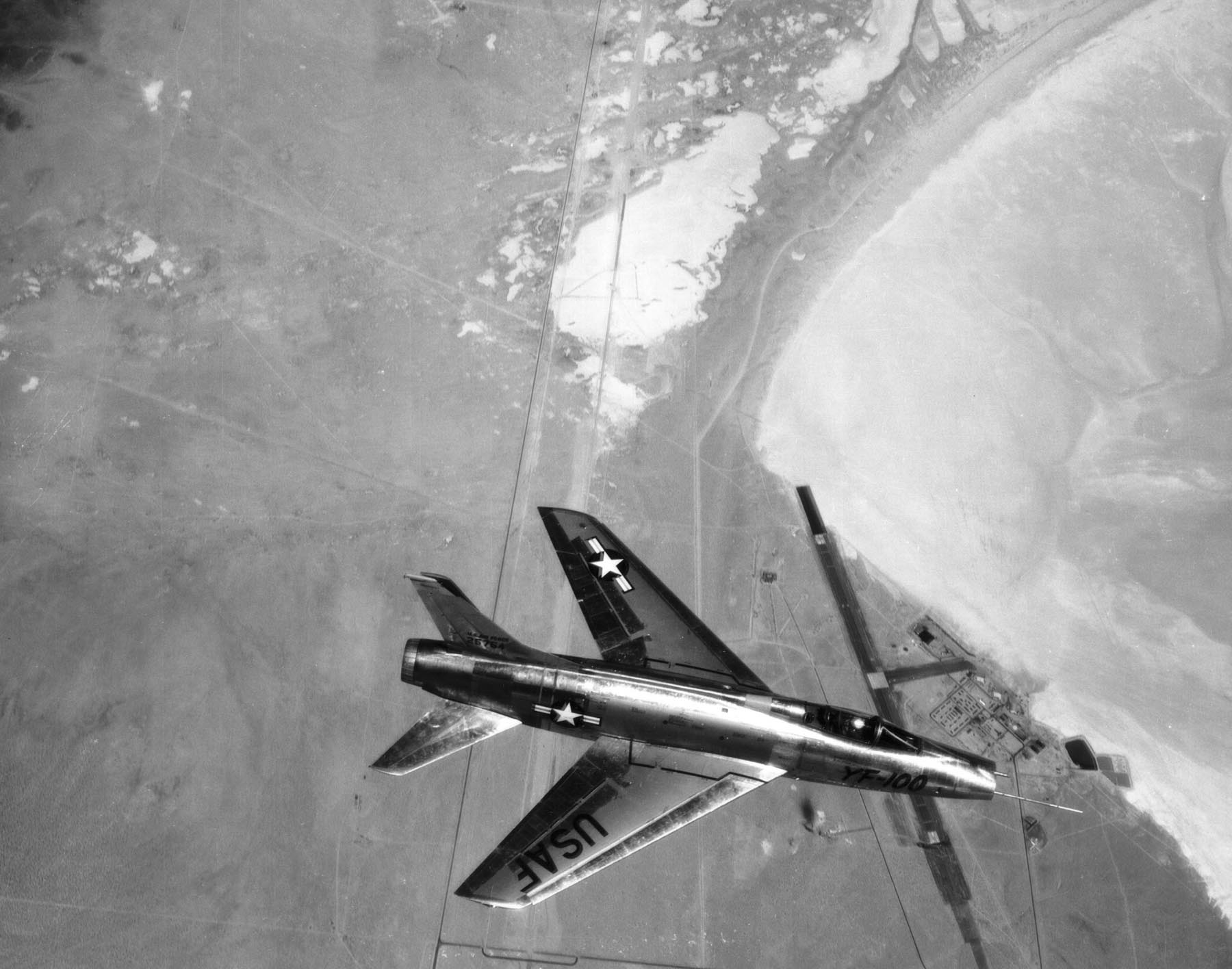
Prototip YF-100

En tant, es va començar a dissenyar els prototips YF-100. Els dissenyadors es van esforçar per eliminar l'efecte conegut com la Dansa del Sabre, que va causar anteriorment molts accidents en els F-86. Durant l'etapa final del disseny, es van afegir canvis importants i es va incrementar la potència. La presa d'aire es va adaptar per al vol supersònic, operant de tal manera que el flux d'aire ingressi al motor a velocitats òptimes per al seu funcionament. La relació espessor/corda dels plànols de cua vertical i horitzontals va disminuir a 0,035; la relació espessor/corda de l'ala era de 0,082, comparat amb els 0,10 del F-86. Es va optar per plans horitzontals de cua completament mòbils, que permetien un complet control de maniobra durant l'acceleració transsònica, de Mach 0,8 a Mach 1,2. Així mateix, la tovera de sortida del flux del motor es va fer mòbil per dirigir el flux. Es va optar per no instal·lar tancs de combustible en les ales, usant-se solament el combustible dels tancs interns del fuselatge, que sumaven un total de 750 galons US, i dos dipòsits externs opcionals, amb un total de 275 galons nord-americans. L'estructura de l'aeronau portava gran quantitat de titani, a causa de la resistència d'aquest metall respecte a l'alumini i el seu pes menor al ferro; en efecte, durant 1954 la North American va usar en la producció del F-100 el 80% del titani produït per Estats Units. L'armament inicial estava constituït per quatre canons T-160 (després M39), dues a cada costat del fuselatge, per sota de la cabina del pilot. El motor del YF-100A era el turboreactor Pratt & Whitney J57-P-7, de 4.176 kg en sec i 6.704 amb postcombustió. Tants van ser els canvis durant l'última etapa de disseny, que la designació del model final va ser YF-100A. L'agost de 1952 la USAF va autoritzar la construcció de 250 F-100A addicionals.

### YF-100A
El 26 d'agost de 1952 la Força Aèria va augmentar l'ordre de producció a 273 avions. El primer YF-100A (52-5754) va estar llest el 24 d'abril de 1953; aquest va ser traslladat en total secret des de la factoria a Los Angeles fins a Edwards AFB. L'avió va efectuar el seu primer vol el 25 de maig de 1953, amb el pilot de la casa George S. Welch als controls, superant la barrera del so. El 6 de juliol el YF-100A va aconseguir Mach 1,44 en vol en picada des de 15.455 metres. Posteriorment la USAF va prendre la decisió de donar inici a la producció en sèrie immediatament, obviant una fase de proves llarga, i sense saber que això portaria conseqüències per a l'avió operatiu. Els problemes de baixa visibilitat en els enlairaments i aterratge, l'estabilitat longitudinal a baixa velocitat i les sobtades pèrdues de control van ser la maledicció d'aquest primer Caça del segle.
La fase de proves va culminar el 15 de setembre de 1953, després de només 39 vols, que van sumar un total de 19 hores amb 42 minuts. El segon YF-100A (52-5755) va efectuar el seu primer vol el 14 d'octubre de 1953. Para llavors, la USAF estava decidida a superar la marca mundial de velocitat per a un avió de reacció, que llavors pertanyia al Douglas XF4D-1 Skyray, amb 1.205 km/h. El 29 d'octubre de 1953, el prototip YF-100A va aconseguir 1.208,23 km/h a 30 m del sòl, amb Frank K. (Pete) Everest als controls, marca oficial acceptada per la Federació Internacional d'Aeronàutica (FAI).

## En servei

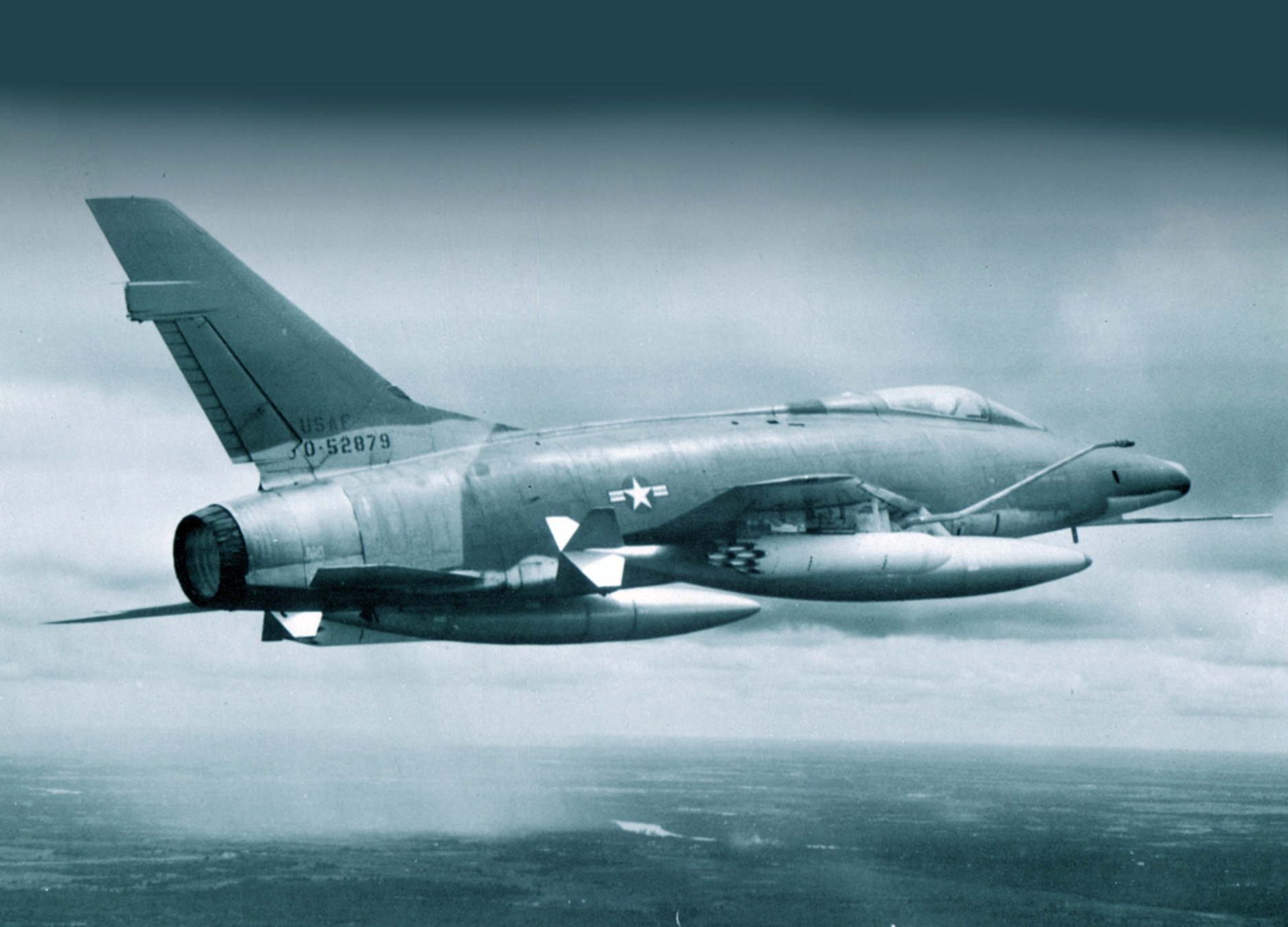
F-100D Super Sabre

El F-100A Super Sabre (NA-192) va ser el primer model de producció; el primer (52-5756) va ser acabat el 25 de setembre de 1953, i va efectuar el seu vol inaugural el 29 d'octubre, amb George Welch als comandaments. El F-100A té com a funció la superioritat aèria com a caça diürn, i es va assignar en reemplaçament dels F-86A/I/F de la Guerra de Corea. El seu armament consisteix en quatre canons Pontiac M-39 de 20 mm, amb una cadència de foc d'1.500 trets per minut i velocitat de sortida del projectil d'1.000 m/s.
Cap a finals de novembre de 1953, els primers tres F-100A van ser desplegats a la base aèria de George AFB, sent posats en servei amb el 436 Esquadró de Caces Diürns i el 479 Grup de Caces Diürns del Comandament Aeri Tàctic (TAC). Aquest grup va ser operacional amb el F-100Al 29 de setembre de 1954.
A la fi de 1953, el Comandament Aèria Tàctic va recomanar desenvolupar un Super Sabre amb capacitat secundària com caça bombarder, i a causa d'aquests requeriments, el 31 de desembre de 1953, la USAF va ordenar que els últims 70 F-100A anessin modificats amb aquestes característiques, sent designats F-100C. El quart F-100A de producció (52-5759) va rebre els canvis i va ser el prototip del F-100C. La principal modificació va ser un augment en el llarg de la vora de l'ala, i això es va considerar suficient com per als següents avions de producció, partint de l'exemplar nombre 101, estiguessin capacitats per efectuar funcions d'atac a terra. En tant, el F-100A nombre 11 va introduir un patí retràctil sota el fuselatge, en la part posterior, amb la finalitat d'evitar danys durant aterratges amb gran angle d'atac.
El primer desastre del F-100 va tenir lloc el 12 d'octubre de 1954, amb el veterà pilot de proves George Welch; en aquest vol anava a volar al límit de les prestacions, efectuat proves amb alts nivells de g, quan l'avió es va desintegrar en l'aire; el pilot es va poder ejectar, però el F-100A nombre nou (52-5764) es va destruir. Un altre accident, aquesta vegada fatal, va tenir lloc el 8 de novembre del mateix anys a la base aèria de Elgin. L'oficial de la RAF Geoffrey D. Stephenson va perdre el control del F-100A i es va estavellar sense aconseguir activar el seient projectable. El 9 de novembre, el major Frank N. Emory's, amb el F-100A nombre de sèrie 52-5771, va perdre en control durant una missió de pràctica en Nevada, podent ejectar-se.
Després d'extensives recerques, la solució als problemes d'estabilitat del Super Sabre va ser un augment en a l'àrea del pla vertical de cua. Els F-100A van ser dotats d'aquestes modificacions des de primavera de 1954, en la factoria a Los Angeles. Para febrer de 1955 la flota completa va estar llista per entrar en operacions amb els canvis requerits. El setembre del 1955 es va produir l'entrada en servei d'aquest millorat F-100A, amb la 479 Ala de Caces Diürns en George AFB. Posteriorment, el F-100A comprovaria ser un caça excepcional, sent molt popular entre els pilots. El juliol de 1955 es va lliurar l'últim de 203 F-100A.
El F-100 va començar a ser retirat de com a caça en servei actiu de primera línia el 1958, sent alguns transferits a la Guàrdia Aèria Nacional i altres emmagatzemats en Nellis AFB. La primera unitat de la Guàrdia Aèria Nacional (ANG) a rebre el F-100A va ser la 188 TFS, a l'abril de 1958. El 1960, la ANG va tenir un màxim de 70 F-100A en el seu inventari. A mesurats de 1959, 15 F-100A van ser transferits a les força aèries de la Xina Nacionalista (Taiwan). Altres 65 van ser venuts a Taiwan en 1960; després se li van subministrar més, operant un total de 118 F-100A, més del 58% de la producció. Aquest reforç es devia als enfrontaments aeris entre els Mig xinesos i F-86 de Taiwan en els anys anteriors sobre l'estret de Formosa i la tensió a la zona (en aquests combat es van cobrar les seves primeres victòries els míssils aire-aire AIM-9B Sidewinder de guia infraroja).
Prop de 50 F-100A se van perdre en accidents. Les falles mai es van solucionar del tot i l'últim F-100A va ser retirat de la USAF en 1970. El NACA (posteriorment NASA) va rebre un F-100A (52-5778) que va ser usat com a plataforma per a estudis sobre l'estabilitat i el control. En tant, els F-100D (designats com NA-223, -224, -235 i -245 pel fabricant) van ser versions millorades del caça bombarder F-100C. Van ser els Super Sabre de major producció, amb 1.274 exemplars.
El F-100D sembla haver estat dissenyat com a caça bombarder, i no per a una funció secundària com a caça de superioritat aèria. Dins dels canvis aquesta un augment a l'àrea d'ala a 400,18 peus quadrats; el F-100D porta a més sis pilones subalars per a tancs de combustible d'un sol ús, equips millorats, dins del qual s'inclou el radar AN/APR-26. El radar AN/APR-25 d'adquisició d'objectius dels últims F-100A se va mantenir. El F-100D està equipat a més amb un pilot automàtic Minneapolis-Honeywell MB-3, que va permetre al pilot ocupar-se de la navegació i la ubicació del blanc mentre l'avió efectua el vol per si mateix. La millorada electrònica de bombardeig LABS va permetre portar bombes nuclears com les Mk 7, Mk 28EX, Mk 28RE, Mk 43, TX-43 i TX-43X1, la potència dels quals era d'entre un a deu megatones. Per a la comesa del bombardeig nuclear, el F-100 comptava amb un sistema de bombardeig a baixa altitud (LABS) AN/AJB-1B. Les càrregues convencionals poden incloure sis bombes de 750 lliures o quatre d'1.000 lliures.
El primer F-100D (54-2121) va volar el 24 de gener de 1956, pilotat per Dan Darnell. Els lliuraments a la USAF van començar al setembre de 1956, a la 405 Ala de caces bombarders amb base en Langley AFB, a Virgínia. El nou model va reemplaçar ràpidament al F-100C en els altres esquadrons de la Força Aèria. Para finals de 1956, un total de 79 F-100D operaven amb el Comandament Aeri Tàctic, TAC, i 136 operaven en bases americanes al Japó, França i el Marroc.
Com a resultat de reeixides proves efectuades amb míssils aire-aire AIM-9B Sidewinder de guia infraroja des de sis F-100C, aquest sistema d'arma es va incloure per primera vegada als F-100D Super Sabre operatius a la 184a Ala de caces bombarders. A la fi de 1959, 65 F-100D van ser modificats per portar el míssil aire-terra Martin GAM-83A Bullpup. El primer esquadró de F-100D armats amb aquest míssil va debutar a Vietnam al desembre de 1960, però la seva acció no va ser efectiva.
La factoria de Columbus a Ohio va ser seleccionada com la segona línia d'assemblatge per al F-100D. El primer avió sortit d'aquesta fàbrica va ser el NA-224 nombre de sèrie 55-2734, que va volar en 12 de juny de 1956. En tant, les falles de maneig dels Super Sabre es van solucionar progressivament. La instal·lació del pilot automàtic millorat, originalment prevista per als F-100D de la 184 Ala de Caces bombarders, es va efectuar a les aeronaus de la 384 Ala. Els últims 48 F-100D es van construir amb capacitat d'enlairament des de distància zero (ZLL/ZLTO). L'últim F-100D va sortir la fàbrica de Inglewood a l'agost de 1959, mentre la producció en la factoria Columbus va acabar al desembre de 1957.
Les problemes de motor i del sistema de combustible del Super Sabre van donar lloc al fet que el 1962 es dugués a terme un programa de modificacions para prop de 700 F-100D i F-100F. Es va incloure nou armament no nuclear, una cabina revisada, i l'eliminació de l'excés de pes, completant-se les modificacions el 1965. Després els problemes van seguir, especialment en el postcremador i altres elements de vital importància.

### Vietnam
El F-100D va ser desplegat al Vietnam al febrer de 1964; el primer Super Sabre a entrar en acció va ser un F-100D del 615 Esquadró de Caça Tàctic, que el 9 de juny va efectuar missions d'atac al sòl. El primer a ser derrocat en combat va ser el F-100D 56-3085, el 18 d'agost de 1964, sobre Laos. L'1 d'abril de 1965, els F-100D van tenir l'oportunitat d'enfrontar-se en combat aire-aire amb els MiG nord-vietnamites. El 4 d'abril, els F-105 Thunderchief s'aproximaven al seu objectiu, escortats pels F-100D, quan quatre caces MiG-17 nord-vietnamites van interceptar la formació; els avions d'escorta no es van adonar del perill, però els F-105 van aconseguir efectuar per ràdio una trucada d'alerta. No obstant això, els caces enemics van derrocar dues naus.
El juny de 1967, cinc esquadrons de F-100 van tornar als EUA. Malgrat les dificultats en el manteniment, els Super Sabre eren bones aeronaus d'atac. Per a les funcions de combat aeri, el F-100 havia estat superat notòriament, sobretot pel F-4 Phantom. Gradualment, el F-100 va ser substituït pel F-105 i el F-4 al Vietnam. L'últim F-100D va ser retirat del Sud-est Asiàtic al juliol de 1971. per llavors, va ser retirat de tots els esquadrons. Malgrat tot, el F-100 Super Sabre té un lloc d'honor en la història de l'aviació militar, per ser el primer dels Caces de la sèrie cent.

## Especificacions
- Característiques generals:
  - Tripulació: 1
  - Llargada: 16,20 m
  - Envergadura: 8,5 m
  - Alçada: 4,80 m

  - Pes màxim en enlairar-se: 17.214 kg
  - Planta motriu: 1× turboreactor Pratt & Whitney J-57-P-21.
  - Empenta normal:, amb una empenta màxima de 7.280 kg
  - Velocitat màxima operativa (Vno): 1.376 km/h (Mach 1,3) a 10.600 metres d'altitud.
  - Abast en combat: 1.072 km
- Armament:
  - Canons: 4 canons Pontiac T-160/M-39 de calibre 20 mm, amb 200 trets cada un.
  - Bombes: bombes nuclears com les Mk 7, Mk 28EX, Mk 28RE, Mk 43, TX-43 y TX-43X1; les carregues convencionals poden incloure sis bombes de 340 kg. (750 lliures) o quatre de 453,5 kg (1000 lliures); a més pot dur coets aire-terra.
  - Míssils: 4 AIM-9 Sidewinder (versions B, E, E-2) en 2 suports a sota de la unió de l'ala amb el fuselatge.